# Erectum
«Erectum» (llamada erróneamente como "Raunchola") es una canción de la banda de Grunge Nirvana.

## Historia
"Erectum" es Una canción muy rara entre los coleccionistas, solamente existen dos grabaciones de esta canción que se sabe que existen. Una de ellas, del 23 de enero de 1988 en Tacoma, Washington, que fue oficialmente lanzada en el boxset póstumo de la banda con el Nombre erróneo de "Raunchola", en With the Lights Out. La versión de enero de 1988, es un Medley. La canción gradualmente salta a la canción "Moby Dick" de Led Zeppelin.
La otra versión, grabada el 19 de marzo de 1988, que también fue un concierto en Tacoma. Esta canción también fue un Medley. Lo Curioso es, que esta versión no fue tocada como canción final del concierto, porque luego tocaron "Bad Moon Rising". Esta canción es probablemente la versión más antigua que exista de "Radio Friendly Unit Shifter".

## Error del nombre
La canción no tenía un título Correcto - el título erróneo (Raunchola) fue hecho después por la gente que estaba trabajando para la lista de canciones para "With the Lights Out". En ese entonces, se llamó al bajista de Nirvana, Krist Novoselic, para preguntarle acerca de nombres para algunas canciones. Cuando se le preguntó "la de las fiestas, la del Medley con Moby Dick", Novoselic respondió, "Bueno es realmente raunchy...", pero él dijo que no podía recordar el título. Entonces la canción fue llamada "Raunchola" después del comentario de Novoselic. (podría haber sido la misma llamada telefónica que produjo el nombre de la canción del verano de 1987, "Mrs. Butterworth").

## Otras versiones
Hay una única versión en With the Lights Out, pero se cree que existen más versiones:
- Una versión de Un ensayo del 3 de enero de 1988 en la casa de Dale Crover, actualmente se puede encontrar por internet, se dice que Mike Ziegler tenía una copia pero a petición de Dale Crover no la había hecho circular con anterioridad. De esta versión se sabe que no es cantada en la versión Medley y que solamente es cantada sin la versión de Moby Dick.[1]

- La versión tocada el 19 de marzo de 1988 en el Community World Theater en Tacoma, WA, Estados Unidos es otra versión que puede ser encontrada buscándola entre los coleccionistas o fanes de Nirvana.[2]

## Teoría sobre el nombre original
En el Libro acerca de Nirvana y Kurt Cobain llamado "Cobain Unseen", aparece el listado de canciones del concierto del 23 de enero en Tacoma, ahí aparece una canción llamada "Erectum", y esta justo después de "Anorexorcist", que en el concierto fue tocado en ese orden. Abajo del título "Erectum", aparece un título en letras bastante pequeñas que dicen "New Weird Zeppelin End Feakout", que claramente se está refiriendo al Jam de "Moby Dick".
Finalmente se Descubrió que el Nombre original de Esta Canción era "Erectum" y no "Raunchola"